# Dublin and Belfast Inter-City Cup
La Dublin and Belfast Inter-City Cup è stata una competizione calcistica che coinvolgeva le squadre dell'intera isola d'Irlanda. Si sono svolte otto edizioni tra il 1941 e il 1949.
Ad ogni edizione partecipavano sei squadre sotto l'egida della Irish Football Association e altre sei sotto l'egida della Football Association of Ireland. Il format del torneo prevedeva l'eliminazione diretta con andata e ritorno. Il Dalymount Park venne utilizzato come stadio casalingo da tutte le squadre irlandesi.

## Albo d'oro
1941-1942:  Dundalk 1-0  Shamrock Rovers

1942-1943:  Shamrock Rovers 2-2  Bohemians (risultato aggregato; lo Shamrock vinse per il maggior numero di calci d'angoli battuti)

1943-1944:  Glentoran 5-4  Belfast Celtic (risultato aggregato)

1944-1945:  Bohemians 3-2  Belfast Celtic (risultato aggregato)

1945-1946:  Shamrock Rovers 3-2  Belfast Celtic (risultato aggregato)

1946-1947:  Shamrock Rovers 4-1  Drumcondra (risultato aggregato)

1947-1948:  Belfast Celtic e  Distillery (vittoria condivisa)

1948-1949:  Shamrock Rovers  3-0  Dundalk

### Sommario
| Club            | Vincitore | Secondo posto |
| --------------- | --------- | ------------- |
| Shamrock Rovers | 4         | 1             |
| Belfast Celtic  | 1         | 3             |
| Dundalk         | 1         | 1             |
| Bohemians       | 1         | 1             |
| Glentoran       | 1         | 0             |
| Distillery      | 1         | 0             |
| Drumcondra      | 0         | 1             |